# Two Men of the Desert
Two Men of the Desert è un cortometraggio del 1913 diretto da David W. Griffith. Prodotto dalla Biograph, fu distribuito dalla General Film Company  e uscì in sala il 23 agosto 1913.

## Produzione
Il film fu prodotto dalla Biograph Company, girato in California a San Fernando e alla Mission San Fernando Rey (15151 San Fernando Mission Boulevard, Mission Hills a Los Angeles). Silent Era riporta l'opinione che il film sia il primo a esser stato girato nella Death Valley, la Valle della Morte.

## Distribuzione
Distribuito dalla General Film Company, il film - un cortometraggio in una bobina - uscì nelle sale statunitensi il 23 agosto 1913. Il 25 dicembre 1916, fu distribuita nelle sale una riedizione del film.